# Hotel Lux
Hotel Lux (Russisch: Люксъ) was een hotel in Moskou waar in de vroege jaren van de Sovjet-Unie veel in ballingschap zijnde buitenlandse communisten verbleven. In de jaren dertig vonden met name veel vluchtelingen van het naziregime onderdak in Hotel Lux. Een aantal van groeide uit tot leidende figuren in het latere Oost-Duitsland.
In de jaren dertig groeide de achterdocht bij Jozef Stalin die zich zorgen maakte over het internationale karakter. Hij zag de buitenlandse gasten als mogelijke spionnen. Er vonden regelmatig invallen plaats door de geheime dienst. Het hoogtepunt daarvan lag in de jaren 1936-38. Veel Duitsers die waren gevlucht voor Hitlers regime werden opgepakt, gemarteld en naar strafkampen gestuurd. De meeste van de 178 Duitse communisten die onder het Stalin-bewind de dood vonden verbleven in Hotel Lux.

## Geschiedenis

### Ontstaan
De zoon van een bekende Moskouse bakker begon in 1911 met het logement dat toen nog de naam Hotel Frantsiya droeg. Het lag aan de Tverskaja oelitsa, een van de belangrijkste straten van de Russische hoofdstad. Het hotel telde vier verdiepingen en bood op de begane grond onderdak aan het Filipov Café. Na de Oktoberrevolutie werd het hotel overgenomen door de Bolsjewieken en kreeg een nieuwe naam: Hotel Lux. Het kwam onder het beheer van het  Comintern die het gebruikte als opvangplek voor buitenlandse communisten die Moskou aandeden. Hotel Lux bood in juni 1921 onderdak aan zeshonderd internationale bezoekers voor het Derde Wereldcongres van het Komintern. Het hotel kwam bekend te staan als het "hoofdkwartier van de wereldrevolutie". Veel belangrijke partijfunctionarissen woonden er.

### Oord voor Duitse ballingen
Er werden in 1933 twee verdiepingen toegevoegd aan Hotel Lux waardoor het totaal aantal kamers op driehonderd kwam. In hetzelfde jaar kwam Adolf Hitler in Duitsland aan de macht. Veel Duitse communisten werden opgepakt, waardoor anderen uitweken naar de Sovjet-Unie. Meestal vonden zij voor langere tijd onderdak in Hotel Lux. Daardoor raakte het hotel overbevolkt. Sowieso waren de omstandigheden niet ideaal. Er waren meldingen van ratten en er was slecht tweemaal in de week warm water. Er was een school voor de kinderen van  Duitse vluchtelingen, de Karl Liebknechtschool. Naast de Duitsers verbleven er in de jaren dertig ook een aantal communistische vrijwilligers uit het Verenigd Koninkrijk, Australië en de Verenigde Staten in het Russische gasthuis.

### De Grote Zuivering
De Grote Zuivering onder Jozef Stalin begon in december 1934 na de moord op Sergei Kirov. Stalin wilde de partij zuiveren van de "vijanden van het volk". De Zuivering duurde tot 1938 en leidde tot de dood van zeker een miljoen mensen. De slachtoffers werden vaak willekeurig gekozen en waren zowel te vinden in de hoogste regionen van de Communistische Partij als onder het gewone volk. 
Stalin keek met achterdocht naar Hotel Lux omdat hij de buitenlandse gasten beschouwde als potentiële spionnen. De hotelgasten waren vanaf 1936 steeds vaker doelwit. Het hotel kreeg daarom als bijnaam "de gouden kooi van het Komintern". Veel gasten wilden wel vertrekken, maar kregen daarvoor geen toestemming. De arrestaties zorgden voor veel stress onder de bewoners omdat ze nooit wisten wie het volgende slachtoffer was. 
Tussen 1936 en 1938 vonden er regelmatig invallen plaats van de NKVD, meestal midden in de nacht. Bij mensen die mee moesten werd op de deur geklopt, zij kregen het bericht om zich klaar te maken en buiten hun kamer te wachten. Verzegeling van de woonruimte volgde de ochtend daarop. Vrouwen en kinderen werden vaak overgebracht naar een andere locatie en gelabeld als "vijanden van de staat". Regelmatig eindigden kinderen van slachtoffers in het weeshuis. Arrestanten werden meestal geëxecuteerd of naar de Goelag gestuurd. Teruggekeerde personen werden vaak met achterdocht bekeken omdat zij waarschijnlijk anderen hadden verraden om hun eigen huid te redden. Van de veertienhonderd leidende Duitse communisten stierven er honderd achtenzeventig onder de Grote Zuivering. De meesten van hen verbleven in Hotel Lux. Ter vergelijking: de nazi's waren verantwoordelijk voor tweehonderdtweeëntwintig doden onder die groep.

### Tweede Wereldoorlog
Na de dood van Leonid Trotski in augustus 1940 stopten de vervolgingen. Een jaar daarop werd het hotel geëvacueerd vanwege het oprukkende Duitse leger. De eerste bewoners keerden in februari 1942 terug. De Groep Ulbricht vertrok op 30 april 1945 vanuit Hotel Lux om leiding te geven aan de nieuw gevormde Duitse Democratische Republiek. De laatste politieke vluchtelingen vertrokken in 1954, waarna het gebouw zijn oorspronkelijke functie weer terugkreeg onder de naam Hotel Tsentralnaya.

### Recente jaren
Na de val van het communisme  kwamen er op de begane grond kantoren voor bijvoorbeeld reisorganisaties en kleine bedrijven, terwijl de hogere verdiepingen de hotelfunctie behielden. In 2007 kocht de holding Unikor van Bidzina Ivanisjvili het gebouw. Een groot deel van de oorspronkelijke structuren werd gesloopt, terwijl de gevel behouden bleef. Anno 2021 is de renovatie nog steeds niet voltooid. Het nieuwe logement zal op termijn de duren openen onder de naam Corinthia Moscow Hotel.

## Bekende bewoners
Hieronder volgt een lijst met bekende bewoners van Hotel Lux in de periode 1921-1954:
- Toivo Antikainen
- Johannes R. Becher
- Bolesław Bierut
- Willi Bredel
- Georgi Dimitrov
- Hugo Eberlein
- Zhou Enlai
- Ernst Fischer
- Ruth Fischer
- Klement Gottwald
- Antonio Gramsci
- Antonio Graziadei
- Julius Hay
- Jules Humbert-Droz
- Lotte Kühn
- Aino Kuusinen
- Otto Kuusinen
- Wolfgang Leonhard
- Ruth von Mayenburg
- Ho Chi Minh
- Imre Nagy

- Margarete Buber-Neumann
- Heinz Neumann
- Wilhelm Pieck
- Theodor Plievier
- Karl Retzlaw
- Ernst Reuter
- Kang Sheng
- Ubaidullah Sindhi
- Rudolf Slánský
- Richard Sorge
- Ernst Thälmann
- Josip Broz Tito
- Palmiro Togliatti
- Walter Ulbricht
- Gustav von Wangenheim
- Herbert Wehner
- Erich Weinert
- Markus Wolf
- Clara Zetkin
- Hedda Zinner